# موراي بارون
موراي بارون هو لاعب هوكي الجليد كندي، ولد في 1 يونيو 1967 في برينس جورج في كندا.

## وصلات خارجية
- موراي بارون على موقع دوري الهوكي الوطني (الإنجليزية)
- موراي بارون على موقع EliteProspects.com (الإنجليزية)
- موراي بارون على موقع HockeyDB.com (الإنجليزية)
- موراي بارون على موقع Hockey-Reference.com (الإنجليزية)